# Машинобудівний фаховий коледж Сумського державного університету
Машинобудівний фаховий коледж СумДУ — вищий навчальний заклад[джерело?] I-II рівнів акредитації, структурний підрозділ Сумського державного університету.

## Історія
У листопаді 1917 року була відкрита професійно-технічна школа з механічної справи. Школу очолив колишній голова трудової комісії Губрадпрофу Григорій Іванович Мельник.
У січні 1921 року був створений навчальний комбінат, що поєднав у собі професійно-технічну школу, архітектурно-будівельний технікум, вечірній робітничий технікум та інститут. 1923 року професійна школа з механічної справи та архітектурно-будівельний технікум були поєднані в один навчальний заклад, що мав назву Сумська індустріальна профтехшкола, яка згодом була перейменована на Сумський індустріальний технікум.
1930-х роках індустріальний технікум був реорганізований на незалежні середні спеціальні навчальні заклади, що були розміщені в різних будівлях. З 1935 року машинобудівний технікум знаходився у підпорядкуванні Наркомважмашу і отримав назву Сумський технікум хімічного машинобудування. У листопаді 1950 року технікум здійснював підготовку студентів з чотирьох спеціальностей: «Обробка металів різанням», «Холодильно-компресорне машинобудування», «Хімічне машинобудування», «Ливарне виробництво». З березня 1952 до 1972 року директором навчального закладу був назначений громадський діяч та знавець з металознавства Дащенко Петро Кононович. В 1960 році був побудований гуртожиток.
З 1988 по 1998 роки навчальним закладом керував Михайлик Юрій Дмитрович. Випускники технікуму мали можливість працювати на провідних підприємствах хімічного машинобудування колишнього СРСР. В 1991 році машинобудівний технікум реорганізовано в Сумський машинобудівний коледж. У вересні 1997 року коледж став частиною структури Сумського державного університету.
У 1998 році технікум починає очолювати Микола Миколайович Антиков. 2001 року коледж здобув статус територіального базового навчального закладу у Сумській області.
Серед випускників коледжу головний інженер Сумського науково-виробничого об'єднання, заступник директора з персоналу — начальник УПЗ, керівники цехів та очільники управлінь.

## Спеціальності
- «Журналістика»;
- «Підприємництво, торгівля та біржова діяльність»;

- «Комп'ютерні науки»;
- «Галузеве машинобудування» за освітніми програмами «Технологія обробки матеріалів на верстатах і автоматичних лініях» та «Хімічне та нафтове машинобудування»;
- «Металургія»;
- «Видавництво та поліграфія».

## Дуальна освіта
2017 року за ініціативи генерального директора групи підприємств «Технологія» Зайця В. В. було створено пілотний проєкт навчального центру дуальної освіти «Нове життя». Задум передбачав поєднання навчання з практикою на виробництві з метою підготовки висококваліфікованих фахівців на рівні сучасних вимог. Співпраця коледжу з «Техологією» розпочалася з 2008 року, була відкрита спеціальність «Видавництво та поліграфія». Проєкт підтримала місцева влада, на його реалізацію були спрямовані кошти державного, обласного та міського бюджетів.
Проєкт передбачав :
- Модернізацію вже наявної спеціальності «Машинобудівництво», а саме створення навчальних класів, нових лабораторій, закупівлю сучасного обладнання.
- Поновлення спеціальність «Технологія обробки матеріалів на станках та автоматичних лініях» та відкриття нової спеціальності «Технологія переробки полімерів».
- Отримання ліцензії, створення бази, проведення набору на нові спеціальності.
- Оновлення бази зі спеціальності «Видавництво і поліграфія», що включало в себе закупівлю нового обладнання.[5]

3 березня 2020 року набуло чинності Положення Міністерства освіти і науки України про дуальну форму здобуття профосвіти. Згодом відбулася презентація унікального навчально-виробничого центру дуальної освіти у коледжі. 

## Спортивний клуб «Старт»
На території коледжу існувало добровільне спортивне товариство «Авангард», що у 1964 році отримало статус «Спортивний клуб».
В клубі доступні такі секції: баскетбол, настільний теніс, волейбол, атлетична гімнастика та мініфутбол. Спортивна база коледжу оснащена спортивним майданчиком, на якому розташовано футбольне та волейбольне поля, ігрова спортивна зала, зала для занять карате, зала атлетичної гімнастики, що містить сучасні спортивні тренажери, гімнастичний майданчик та кімнату для занять настільним тенісом. Заняття з плавання проходять в басейні СумДУ.
Відомі випускники: Микола Хованський — майстер спорту з біатлону; Микола Смага — майстер спорту та бронзовий призер Олімпійських ігор в Мехіко зі спортивної ходьби, Олександр Іванчихін — майстер спорту та рекордсмен світу з кульової стрільби та інші.